# Pokémon Battle Revolution
Pokémon Battle Revolution är titeln på ett spel utvecklat av Genius Sonority för att användas tillsammans med en Nintendo Wii. Spelet är den första Wii-titel som använder sig av Nintendo Wi-Fi Connection och som även kan kommunicera trådlöst med Nintendo DS. Spelet finns i Japan sedan den 14 december 2006.